# Аділь Османов
Аділь Османов (2 липня 2000, Москва, Росія) — молдовський дзюдоїст, бронзовий призер Олімпійських ігор 2024 року.

## Виступи на Олімпіадах
| Олімпіада  | Дисципліна | Місце |
| ---------- | ---------- | ----- |
| Париж 2024 | до 73 кг   | 3     |

## Зовнішні посилання
- Аділь Османов на сайті International Judo Federation (англійська)
- Аділь Османов на сайті JudoInside.com (англійська)
- Аділь Османов на сайті AllJudo.net (французька)
- Аділь Османов на сайті Olympics.com (англійська)